# 진취 (후한)
진취(陳就, ? ~ 208년)는 중국 후한 말의 무장이다.

## 생애
유표(劉表) 휘하의 강하태수(江夏太守) 황조(黃祖)의 도독(都督)으로서 수군을 지휘하였다.
건안(建安) 13년(208년), 손권(孫權)이 강하(江夏)를 공격하였다. 진취는 선봉장이 되어 손권을 공격하였으나, 손권군의 선봉장 여몽(呂蒙)의 공격을 받아 패하고 참수당하였다.

## 《삼국지연의》 속 진취
등룡(鄧龍)과 함께 등장하며, 사실(史實)과 같이 손권군을 공격하다가 여몽에게 죽는다.